# Hogna gumia
Hogna gumia är en spindelart som först beskrevs av Alexander Petrunkevitch 1911.  Hogna gumia ingår i släktet Hogna och familjen vargspindlar.
Artens utbredningsområde är Bolivia. Inga underarter finns listade i Catalogue of Life.